# La Question de la fin
La Question de la fin (#LaQuestionDeLaFin selon la graphie du titre) est une série télévisée humoristique française de format shortcom, créée par Baptiste Lorber et Carl Watts et produite par WorldWide Zboub Productions. Elle a été diffusée au sein du Grand Journal de Canal+ à partir du 27 août 2012.
La série disparaît de la quotidienne du Grand Journal le 25 octobre 2012 à la suite d'une demande des producteurs de l'émission pour selon eux leur permettre de la « développer ». WorldWide Zboub Productions produira à sa place Shitcom, une sitcom de trois minutes diffusée le vendredi toujours dans le Grand Journal, puis le samedi midi à partir de mars.

## Création
Après la fin de l'émission Bref et du Service après-vente des émissions, Canal+ a décidé d'engager les créateurs du collectif humoristique 10 minutes à perdre. Le site 10minutesaperdre.com est devenu en deux ans le premier site humoristique en France avec plus de 2 millions de visites mensuelles.[réf. nécessaire]
Canal+ les a choisi parmi près de 1000 prétendants car la chaîne leur trouvait des ressemblances avec Les Nuls, un groupe d'humoristes présent dès le début de la chaine. L'émission est apparue lors de la neuvième saison du Grand Journal et elle est diffusée du lundi au jeudi.

## Principe de l'émission
La fiction humoristique #LaQuestionDeLaFin se base sur des questions posées par des internautes, les trois comédiens y répondent à l'aide de fausses publicités, fausses bandes annonces, etc.
Au début de l'émission, Baptiste Lorber expose au téléspectateur la question du jour et son auteur, ensuite il envoie un film sur cassette VHS qui aura pour but de répondre à l'auteur de la question 
À la fin de l'émission l'animateur principal Baptiste Lorber prononce d'une voix aiguë, le slogan de l'émission : « Vous avez la question, on a un peu la réponse ».

## Fiche technique
- Titre : La Question de la fin
- Réalisation : Ludoc, Vincent Barthélémy
- Scénario : Baptiste Lorber, Juan Loaiza, James Darle, Carl Watts
- Production : Carl Watts
- Production exécutive : Renaud Le Van Kim et Nadège Leberruyer
- Sociétés de production : WorldWide Zboub Productions, KM productions
- Société de diffusion : Canal+
- Pays :  France
- Langue : français
- Genre : shortcom
- Date de première diffusion : 27 août 2012

## Distribution
- Baptiste Lorber : Baptiste / Monsieur B
- Juan Loaiza : Grandpamini
- James Darle

## Épisodes
1. Comment devenir premier ministre (27 août 2012)
2. J'ai du mal à comprendre vraiment le sens des textos de ma petite amie, que faire ? ? (28 août 2012)
3. Après le film sur Facebook, y aura-t-il un film sur Twitter ? (29 août 2012)
4. À chaque machine, j'ai une nouvelle chaussette qui disparaît. Que faire de celle qui reste toute seule ? (30 août 2012)
5. Ça devient de plus en plus chaud dans mon quartier... Que faire ? (3 septembre 2012)
6. Mes amis sur facebook sont-ils de vrais amis ? (4 septembre 2012)
7. Il y a certains sujets délicats que je ne sais pas comment aborder avec mes... (5 septembre 2012)
8. Les super héros partent-ils à la retraite ? (6 septembre 2012)
9. Je m'inquiète pour un rien, je vais 2 à 3 fois par semaine chez le médecin, suis-je hypocondriaque ? (10 septembre 2012)
10. Existe-t-il un métier qui allie célébrité et anonymat ? (11 septembre 2012)
11. Y a-t-il un intérêt à révéler ses secrets de famille ? (12 septembre 2012)
12. Comment se débarrasser des conséquences d'une fête trop arrosée ? (13 septembre 2012)
13. Je n'arrive pas à comprendre mon mec, que faire ? (17 septembre 2012)
14. Je suis victime de racisme au quotidien, j'en peux plus, avez-vous une solution ? (18 septembre 2012)
15. Y a-t-il une solution pour augmenter mes chances de conclure avec les femmes ? (19 septembre 2012)
16. C'est la crise, comment puis-je voyager moins cher ? (20 septembre 2012)
17. Quel est le dernier réseau social à la mode ? (24 septembre 2012)
18. Je dois acheter une télé, mais j'hésite entre la télé LCD et LED, laquelle choisir ? (25 septembre 2012)
19. Une astuce pour gagner de l'argent facilement en toute légalité ? (27 septembre 2012)
20. Ma petite amie me dit que les gels antibactériens sont dangereux, a-t-elle raison ? (1er octobre 2012)
21. Pourquoi les gros ne peuvent-ils pas toujours rentrer en boite ? (2 octobre 2012)
22. Pourquoi rien ne marche pour moi ? (4 octobre 2012)
23. Avez-vous une solution contre l'acné ? (8 octobre 2012)
24. Quel portable offrir à ma grand-mère ? (9 octobre 2012)
25. Quand je fais mes achats sur Internet, il y a trop de promotions, comment s'y retrouver ?
26. Je rêve de la femme parfaite, existe-t-elle ? (10 octobre 2012)
27. Comment faire quand il n'y a pas internet au bureau ? (11 octobre 2012)
28. Comment épater ma petite amie ? (17 octobre 2012)
29. Comment faire croire que j'ai une petite amie ?'' (15 octobre 2012)
30. Comment savoir si je suis de gauche ? (22 octobre 2012)
31. Comment arrêter de fumer ? (24 octobre 2012)
32. Comment se débarrasser des relous ? (25 octobre 2012)
33. Comment se chauffer en hiver ? (9 novembre 2012)
34. Comment faire partir mes amis de chez moi sans les vexer ? (16 novembre 2012)
35. Comment mettre de l'ambiance au bureau ? (23 novembre 2012)